# یواس‌اس وبستر (ای‌آروی-۲)
یواس‌اس وبستر (ای‌آروی-۲) (به انگلیسی: USS Webster (ARV-2)) یک کشتی بود که طول آن ۴۴۱ فوت ۶ اینچ (۱۳۴٫۵۷ متر) بود. این کشتی در سال ۱۹۴۴ ساخته شد.